# Pane fritto
Il pane fritto è un alimento diffuso in più parti del mondo.

## Descrizione
L'alimento si ottiene facendo friggere il pane o il suo impasto nell'olio, o in alternativa, grassi come il burro e lo strutto. Il pane fritto viene a volte preparato per consumare il pane raffermo ed evitare sprechi. Il pane fritto è considerato un'alternativa di quello tostato; coloro che preferiscono friggere il pane anziché tostarlo sottolineano che la tostatura a secco non permette all'alimento di essere altrettanto saporito e croccante. Una fetta di pane di 35 g fritta nell'olio ha 174 calorie.

## Nel mondo

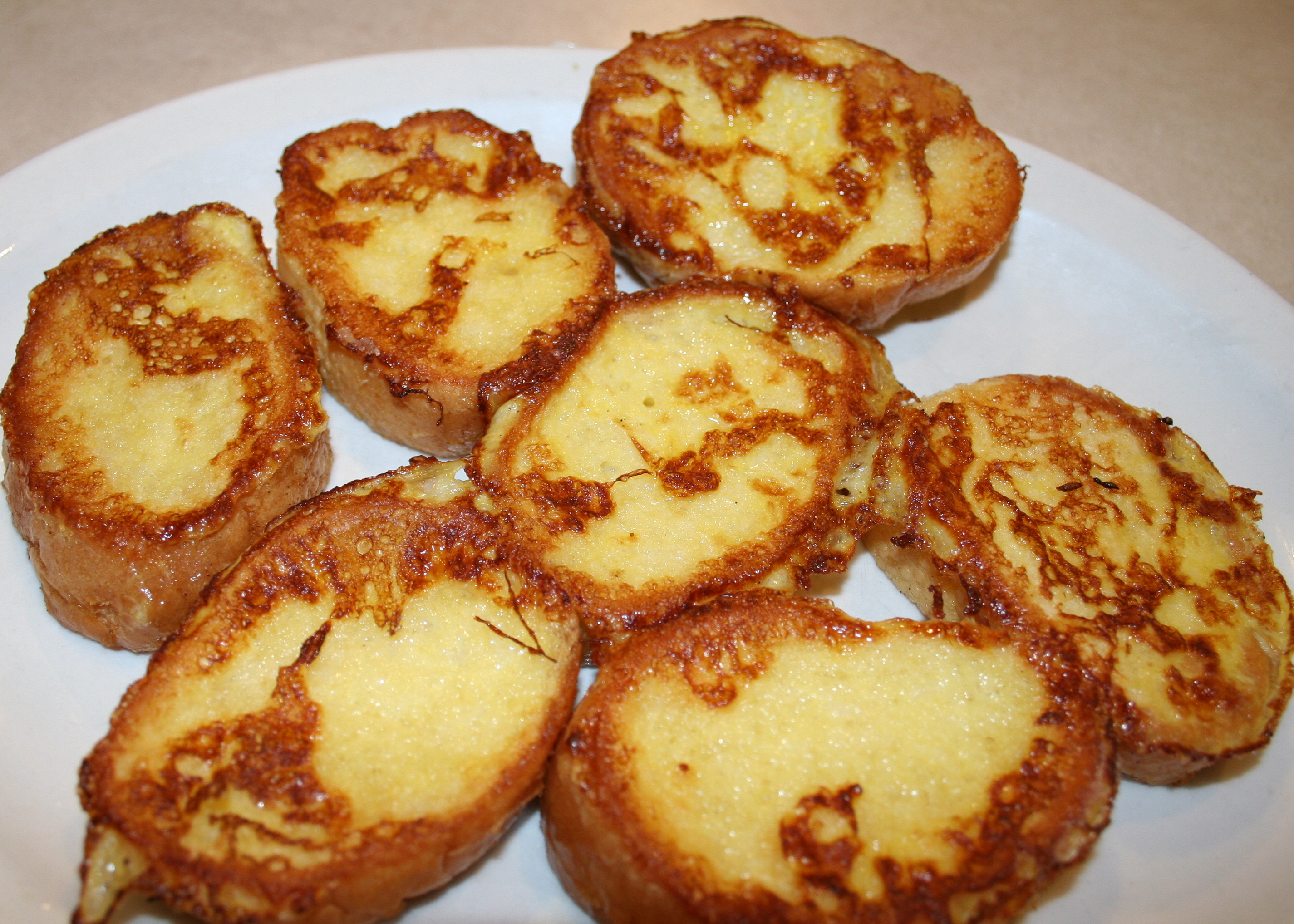
French toast

- In Italia ricette di pane fritto sono tradizionali in varie regioni: Toscana e area appenninica della Romagna (pan santo), Campania, Sicilia e altre. Una ricetta, piuttosto ricca, di pane fritto compare anche nel famoso ricettario di Pellegrino Artusi (fritto alla garisenda)[7]. Prima della frittura il pane viene spesso bagnato con brodo, latte o uovo.[8][9] Esistono inoltre molti alimenti ottenuti friggendo un impasto per il pane che sono solitamente abbinati ad altri ingredienti (formaggi e salumi) come, ad esempio, lo gnocco fritto, tipico della cucina emiliana, la piada fritta della Romagna, gli sgabei lunigianesi, la friciula piemontese e la vastedda fritta.
- La rabanada, nata in Portogallo ma anche diffusa in Brasile, è un alimento tipico durante le festività natalizie con latte, zucchero e cannella.[10]
- Nella preparazione del pain perdu francese, il pane raffermo viene dapprima ricoperto con un amalgama di uova, zucchero, latte, burro e cannella e poi fritto.[11]
- Il topinky è un pane fritto e speziato della Repubblica Ceca.
- Negli Stati Uniti d'America è famosissimo il French toast, derivato dal pain perdu e preparato usando il pane per sandwich. Viene tipicamente guarnito con frutta, zucchero a velo o sciroppo d'acero e consumato caldo a colazione.[3]